# 23473 Voss
23473 Voss là một tiểu hành tinh vành đai chính với chu kỳ quỹ đạo là 1604.5301234 ngày (4.39 năm).
Nó được phát hiện ngày 11 tháng 10 năm 1990.